# Gülhiye Cengiz
Gülhiye Cengiz (* 14. April 1992 in Moers) ist eine ehemalige deutsche Fußballspielerin. Die Mittelfeldspielerin stand zuletzt beim Bundesligisten FCR Duisburg unter Vertrag.

## Karriere

### Vereine
Cengiz begann im Alter von dreieinhalb Jahren beim Moerser Stadtteilverein TV Asberg mit dem Fußballspielen  – bis zu ihrem zwölften Lebensjahr gemeinsam mit Jungen. Mit dem Aufrücken in die C-Jugend war dies nach den DFB-Statuten nur mit Zustimmung der bzw. des Erziehungsberechtigten möglich. Daher wechselt sie in die Jugendabteilung des FCR 2001 Duisburg. Mit Duisburgs B-Juniorinnen wurde sie 2007 Deutscher Meister, 2009 war sie den B-Juniorinnen des 1. FFC Turbine Potsdam mit 4:5 im Elfmeterschießen unterlegen. 
Zur Saison 2009/10 rückte sie in die Zweitvertretung des FCR 2001 Duisburg auf, die in der Gruppe Süd der seinerzeitig zweigleisigen 2. Bundesliga vertreten war. Zwei Jahre später rückte sie in den Bundesligamannschaft unter Trainer Marco Ketelaer auf. Ihr Debüt in der höchsten Spielklasse gab sie 28. August 2011 (2. Spieltag) beim 2:0-Sieg im Auswärtsspiel gegen den Hamburger SV als Einwechselspielerin für Jennifer Oster ab der 52. Minute. Am 2. Oktober 2011 (5. Spieltag) beim 3:0-Sieg im Heimspiel gegen den VfL Wolfsburg erzielte sie mit dem Treffer zum Endstand in der 56. Minute ihr erstes Bundesligator.
Mit der Übertragung der Spielrechte der Frauen- und Nachwuchsmannschaften des FCR 2001 Duisburg an den MSV Duisburg wechselte Cengiz als eine von zwei Spielerinnen nicht, um sich auf ihr Studium zu konzentrieren.

### Nationalmannschaft
Für den DFB bestritt sie ein einziges Länderspiel für die U-17-Nationalmannschaft. Dem Kader für die Europameisterschaft 2009 im Schweizerischen Nyon angehörig, wurde sie in der Halbfinalbegegnung mit der U17-Nationalmannschaft Frankreichs beim 4:1-Sieg am 22. Juni eingesetzt. Damit hatte sie Anteil am späteren Titelgewinn ihrer Mannschaft.

## Erfolge
- U-17-Europameister 2009
- Deutscher B-Juniorinnen-Meister 2007
- Finalist Deutsche B-Juniorinnen-Meisterschaft 2009

## Sonstiges
Nachdem sie ihr Abitur abgeschlossen hatte, nahm sie an der Hochschule Rhein-Waal in Kamp-Lintfort ein Studium im Bereich International Business and Social Science auf.